# ميتيبا
ميتيبا وهو معقم كيمياوي.